# Shady Lady
Shady Lady (Шейди Лейди, перевод с англ. — «Загадочная») — песня, с которой 22 мая 2008 года Ани Лорак представила Украину на международном конкурсе песен «Евровидение 2008». Авторы песни: Карен Кавалерян и Филипп Киркоров. В Греции, во время конкурса, было много слухов о том, что популярный композитор Димитрис Контопулос является одним из авторов этой песни, хотя его имя не было в авторах песни. Позднее он подтвердил, что является одним из авторов этой песни.
Ани Лорак выступала с песней во втором полуфинале Евровидения 2008 под номером 4, и заняла 1 место с 152 баллами. В финале песня исполнялась под номером 18 и заняла в итоге 2 место с 230 баллами. Она проиграла победителю Евровидения 2008 Диме Билану и его песне Believe 42 балла. Уже после Евровидения 2008 была выпущена русская версия песни под названием «С неба в небо».
Сингл «Shady Lady» держался более 30 недель, достигнув № 1 в официальном украинском чарте, а также занимал высокие позиции в соседних странах.

## Список композиций
Украинская версия:
1. «Shady Lady» (Филипп Киркоров, Карен Кавалерян)
2. «The Dream of Brighter Day» (Ani Lorak, Juri Sak)
3. «I’ll Be Your Melody» (Bozheny Kostroma)
4. «Жду тебя» («Waiting for You»)
5. «Я стану морем» («I’ll Be A Sea»)

Bonus Track:
1. «Shady Lady» (Video)

## Позиции в чартах
| Чарт (2008)             | Высшая позиция |
| ----------------------- | -------------- |
| Swedish Singles Chart   | 57             |
| Ukrainian Airplay Chart | 1              |

1. ↑  Sweden Singles Chart. SwedishCharts.com (5 июня 2008). Архивировано 14 марта 2012 года.
2. ↑  Ukrainian Top 40. ukrtop. Дата обращения: 12 апреля 2011. Архивировано из оригинала 24 августа 2014 года.